# Zhongmen
Zhongmen (kinesiska: 忠门) är en köping i sydöstra Kina. Den ligger i stadsdistriktet Xiuyu i staden Putian i provinsen Fujian, omkring 100 kilometer söder om provinshuvudstaden Fuzhou. Antalet invånare är 16 632. Befolkningen består av 9 217 kvinnor och 7 415 män. Barn under 15 år utgör 20,0 %, vuxna 15-64 år 64 %, och äldre över 65 år 14,0 %.